# 38M Botond
Il Rába 38M Botond era un autocarro fuoristrada ungherese.
Progettato dalle officine Rába Magyar Vagon- és Gépgyár di Győr, venne estesamente utilizzato dal Reale esercito ungherese durante la seconda guerra mondiale. Il mezzo era basato sul telaio del fortunato autocarro Raba AFi, ma venne realizzato nella relativamente rara configurazione 6×4. Veniva utilizzato sia per il trasporto di personale che di materiali. Esiste un unico esemplare superstite, attualmente al Museo dei trasporti di Budapest.

## Sviluppo
Lo sviluppo del nuovo veicolo per l'esercito ungherese iniziò nel 1937, quando Dezső Winkler venne incaricato dal ministero della difesa di realizzare un autocarro da 1,5 tonnellate per il trasporto di personale.
Per conciliare una buona mobilità fuoristrada con il contenimento dei costi, venne scelta la configurazione 6×4. Alcune soluzioni innovative vennero introdotte per la marcia su terreni difficili: una coppia di ruote folli tra primo e secondo asse, rialzate, in contatto col terreno solo nel superamento di un picco; una coppia di rulli sul paraurti frontale, utili nel superamento di trincee e fossati, adottati già sul 31M H-2 progettato da Zsigmond Hollós per la Weiss Manfréd Acél- és Fémművek (HMW). Vennero realizzati due prototipi, che furono accolti positivamente dal ministero della difesa. La configurazione iniziale consentiva il trasporto di 14 persone tra cabina e vano di trasporto scoperto. L'autocarro era dotato di verricello ed era progettato per trainare un rimorchio da 2 tonnellate.

## Produzione e varianti
Poiché nessuna fabbrica in Ungheria poteva far fronte a un ordine governativo così massivo, il 38M Botond venne prodotto da un consorzio di sei industrie, con HMW e MÁVAG come contraenti principali e Láng, Ganz e HSCS come fornitori di componenti.
Tra 1938 e 1941 il consorzio realizzò 1.443 38M Botond. Quando l'Ungheria entrò in guerra, entrò in produzione una nuova versione, denominata 38M Botond B. Questa introduceva modifiche minori: alcune parti in acciaio vennero realizzate in materiali più economici e semplici da reperire, la potenza del motore fu aumentata da 70 a 72 hp. Il ministero ordinò altri 1.400 veicoli nel 1942 e un ordine aggiuntivo per 657 veicoli seguì nel 1943, tutti nella variante B. Tuttavia, alcuni autocarri completi o in costruzione vennero distrutti dai bombardieri alleati durante i raid sulle officine HMW e MÁVAG.
Poiché il progetto si era dimostrato adeguato, il mezzo venne utilizzato per diverse modifiche campali per vari ruoli, quali posto-radio, veicolo comando, trattore d'artiglieria e portacarri. Nonostante la distruzione di alcuni stabilimenti, la produzione continuò fino al 1944, con 882 consegnati su 2.098 ordinati. Dopo l'occupazione sovietica, alcuni autocarri vennero completati con i pezzi di ricambio disponibili e consegnati nel 1948.
Nel 1943 venne progettata una versione migliorata, la 38M Botond C, dotato di motore a 6 cilindri da 100 hp. Tuttavia l'unico prototipo venne distrutto in un raid alleato. Dopo la guerra, questa versione venne brevemente riesumata, per poi essere abbandonata in favore dello Steyr D-350, prodotto su licenza dalla Csepel. I mezzi superstiti vennero gradualmente radiati dalle unità militari in favore del D-350.